# Лабастіда
Лабастіда, Бастіда (ісп. Labastida, баск. Bastida) — муніципалітет в Іспанії, у складі автономної спільноти Країна Басків, у провінції Алава. Населення — 1538 осіб (2022).
Муніципалітет розташований на відстані близько 250 км на північ від Мадрида, 30 км на південь від Віторії.
На території муніципалітету розташовані такі населені пункти: Лабастіда (адміністративний центр), Салінільяс-де-Бурадон/Гацага-Бурадон.

## Демографія
Динаміка населення (INE ):

## Галерея зображень

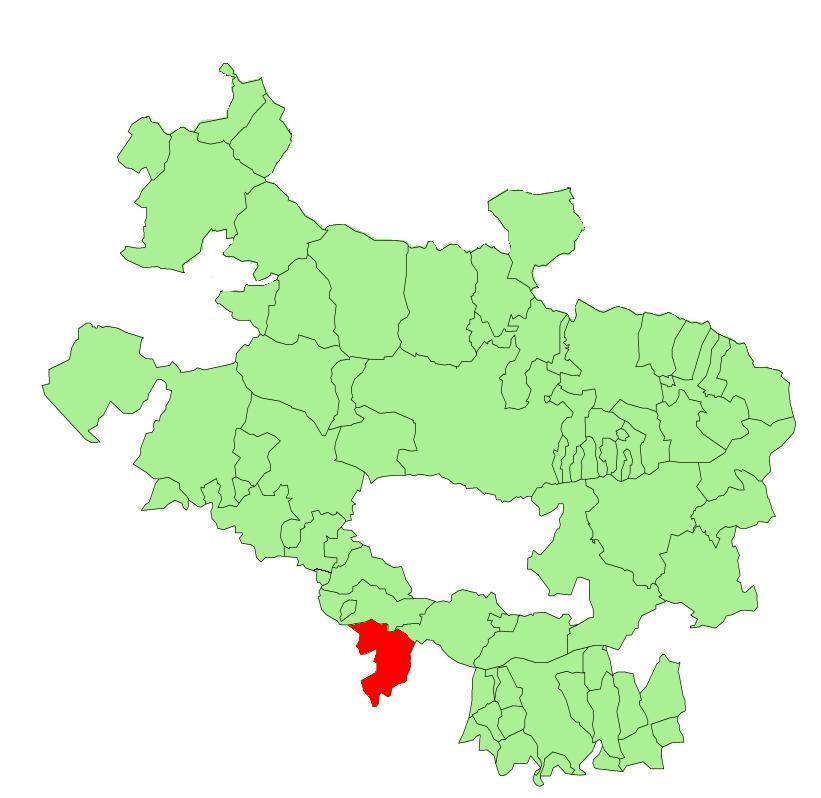
Розташування муніципалітету
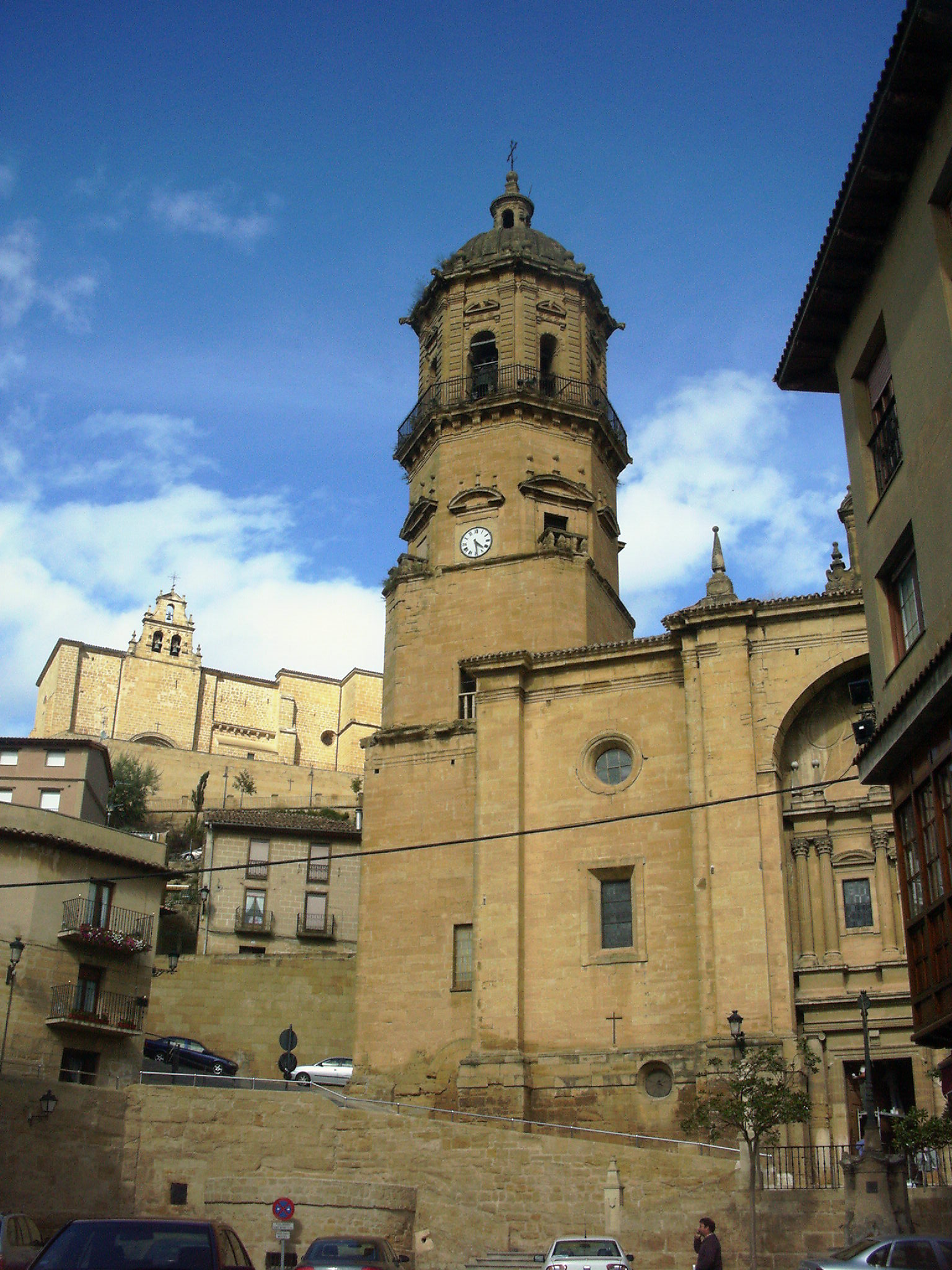
Церква Нуестра-Сеньйора-де-ла-Асунсьйон
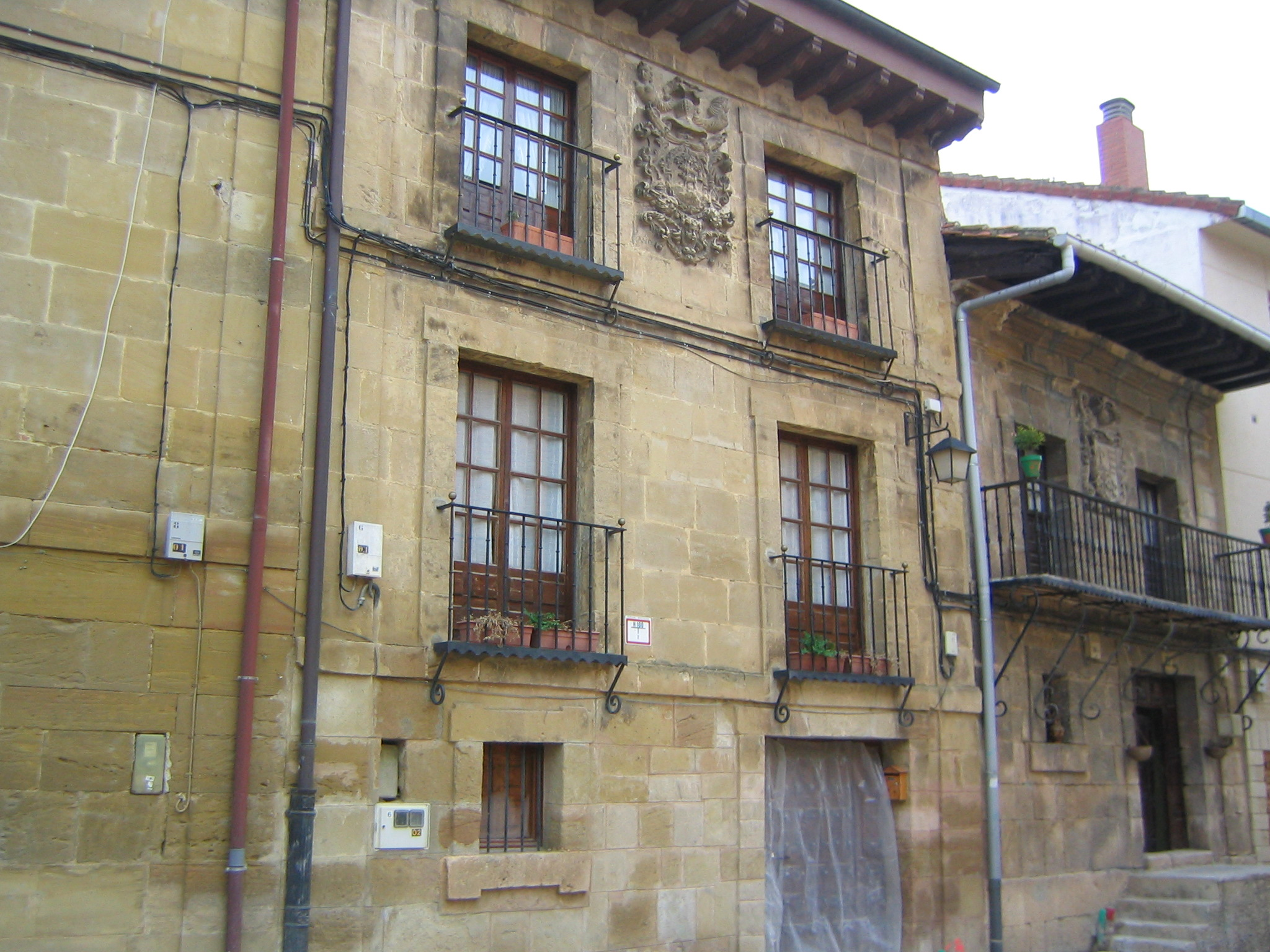
Будинки у Салінільяс-де-Бурадон